# Wołycia (rejon fastowski)
Wołycia (ukr. Волиця) – wieś na Ukrainie, w obwodzie kijowskim, w rejonie fastowskim, nad rzeką Unawą. W 2001 roku liczyła 653 mieszkańców.
Miejscowość powstała XVI wieku. W 1754 roku we wsi znajdowało się 30 domów. W czasach radzieckich we wsi znajdowała się siedziba kołchozu „Drużba”.